# Dina St Johnston
 Dina St Johnston  (* 20. September 1930 in Selhurst, Vereinigtes Königreich; † 1. Juli 2007) war eine britische Informatikerin und Unternehmerin. Sie gründete 1959 das erste britische Softwareunternehmen, das sich auf Online-Systeme zur digitalen Prozesssteuerung spezialisierte. Im Laufe der Zeit entwickelte das Unternehmen Vaughan Programming Services (VPS) ein eigenes plattformunabhängiges, Time-Sharing-Mini-Betriebssystem (MACE) und 1970 den Vaughan 4M-Mikroprozessor. VPS wurde bekannt für seine Arbeit in der industriellen Prozesssteuerung und im Transportsektor, einschließlich Autobahn- und Eisenbahnsignalsystemen.

## Leben und Werk

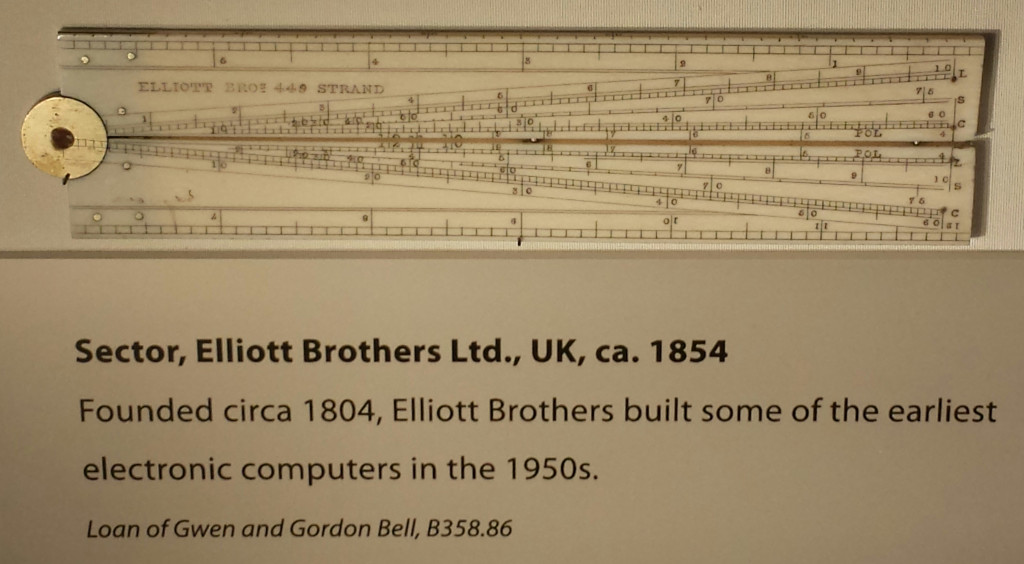
Sektor, hergestellt von Elliott Brothers, jetzt im Computer History Museum, Mountain View, Kalifornien, USA

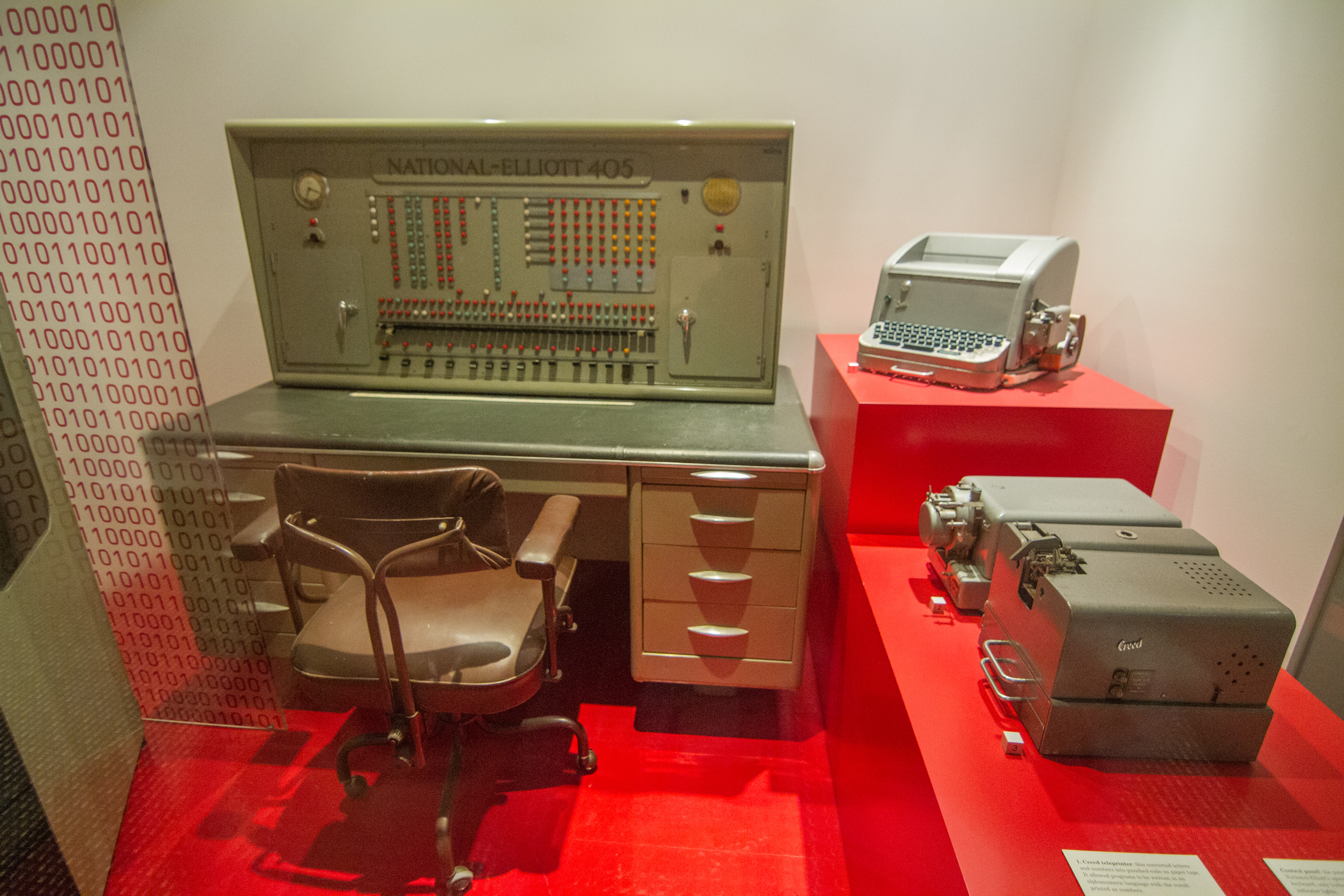
National Elliott 405

Johnston besuchte die Selhurst Grammar School for Girls. Sie verließ die Schule mit 16 Jahren, um bei der British Non-Ferrous Metals Research Association zu arbeiten. Sie studierte in Teilzeit am Croydon Polytechnic und dann am Sir John Cass College, wo sie einen externen Abschluss in Mathematik an der University of London erlangte. 1953 wechselte sie zu den Borehamwood Laboratories von Elliott Brothers (London) Ltd und arbeitete dort in der Theorieabteilung, wo es einen Computer Nicholas gab. Deshalb wurde sie zu einem Kurzkurs in Programmieren nach Cambridge geschickt. Sie war für die erste Anwendungssoftware des Elliott 405 verantwortlich, der 1956 an den Stadtrat von Norwich geliefert wurde. Es war der erste 405, der an einen externen Kunden ging, und der erste elektronische Rechner, der von einer lokalen Behörde genutzt wurde.
1958 heiratete sie den Leiter der Computerabteilung, Andrew St Johnston, und verließ Elliott Brothers (London) Ltd, um ihre eigene Softwarefirma Vaughan zu gründen, die damals als das erste Unternehmen dieser Art in Großbritannien galt. Sie hatte erkannt, dass kaum jemand aus den Bereichen Wirtschaft und Industrie über die Fähigkeiten oder die Zeit verfügte, die Fähigkeiten zu entwickeln, um ihre neuen Computer zu programmieren. Sie stellte einige Programmierer ein, Männer mit ähnlichem Hintergrund wie sie selbst. Ihre ersten Aufträge erhielt sie über Elliotts, da das Unternehmen zu den ersten gehörte, die Computerhardware für den geschäftlichen Gebrauch herstellten. Sie erhielt Aufträge, beispielsweise für die Programmierung früher Kernkraftwerke. 1970 erweiterte sie ihr Tätigkeitsfeld auf Hardware und produzierte ihren eigenen Computer, den 4M. Sie produzierte Software für Unternehmen wie BBC, Unilever und GEC, Flugsimulatoren für die RAF und Software, die Echtzeitinformationen für Fahrgäste der British Rail lieferte, für die das Unternehmen am bekanntesten wurde.
1975 änderte das Unternehmen seinen Namen in Vaughan Systems and Programming, um dem neuen Arbeitsgebiet Rechnung zu tragen. In den 1990er Jahren war der Hauptauftraggeber des Unternehmens British Rail und läutete eine neue Ära von Echtzeit-Zugbeschreibern ein, die Zugbewegungen innerhalb eines Stellwerks verfolgen und die Positionen der Züge auf der Hauptsignaltafel oder auf Bildschirmen anzeigen. 1996 wurde Vaughan Systems Ltd an Harman International Industries, ein amerikanisches Eisenbahnsignalunternehmen, verkauft. Das Unternehmen Vaughan wurde 1996 an Harman International Industries verkauft und firmierte unter dem Namen Vaughan Harman Systems, das einige Jahre später an GE Transportation Ltd, Teil des General-Electric-Imperiums, verkauft wurde.
1999 ging Dina St Johnston in den Ruhestand und starb auf der Hedgegrove Farm am Wochenende vom 30. Juni auf den 1. Juli 2007.